# 1948年の急映フライヤーズ
1948年の急映フライヤーズでは、1948年シーズンの急映フライヤーズの動向をまとめる。
この年の急映フライヤーズは、苅田久徳選手兼任監督の2年目のシーズンである。

## 概要
この年から東京急行電鉄と大映との共同経営になったのに伴って、チーム名を「急映フライヤーズ」に変更。東急グループ総帥・五島慶太の公職追放で東急フライヤーズが混乱しているのに目を付けた映画界の風雲児・永田雅一は中日ドラゴンズの内紛に巻き込まれて退団した選手を集めて大映野球を結成するが、一度はご破算となった。しかし、大映の永田社長は私財を投じて設立した大映野球と前述のフライヤーズを合併させ、東急の急と大映の映から一字を取って急映フライヤーズが誕生した。新球団名で今度こそAクラスをと意気込む苅田監督だが、肝心のチーム成績は7月時点で首位の阪神と13.5ゲーム差の7位に沈むと、成績不振もあり苅田監督は8月16日に休養。後を受けた皆川定之監督代行のもと、チームは8月後半以降巻き返したが、前半戦の借金を取り返せず5位に終わりAクラス入りはならなかった。シーズン終了後、大映が経営から撤退し、球団の名称を「東急フライヤーズ」に戻したため、「急映フライヤーズ」として戦ったのはこの年限りとなった。

## チーム成績

### レギュラーシーズン
| 1 | 三 | 田中幸男   |
| 2 | 遊 | 皆川定之   |
| 3 | 右 | 長持栄吉   |
| 4 | 一 | 飯島滋弥   |
| 5 | 左 | 大下弘     |
| 6 | 中 | 谷義夫     |
| 7 | 捕 | 清家忠太郎 |
| 8 | 投 | 吉江英四郎 |
| 9 | 二 | 苅田久徳   |

| 順位 | 4月終了時 | 4月終了時 | 5月終了時 | 5月終了時 | 6月終了時 | 6月終了時 | 7月終了時 | 7月終了時 | 8月終了時 | 8月終了時 | 9月終了時 | 9月終了時 | 最終成績 | 最終成績 |
| ---- | --------- | --------- | --------- | --------- | --------- | --------- | --------- | --------- | --------- | --------- | --------- | --------- | -------- | -------- |
| 1位  | 南海      | --        | 南海      | --        | 南海      | --        | 大阪      | --        | 南海      | --        | 南海      | --        | 南海     | --       |
| 2位  | 大陽      | 4.0       | 阪急      | 6.0       | 大阪      | 4.5       | 南海      | 0.5       | 大阪      | 4.0       | 巨人      | 2.5       | 巨人     | 5.0      |
| 3位  | 中日      | 4.5       | 大阪      | 7.0       | 阪急      | 8.0       | 巨人      | 6.0       | 巨人      | 7.0       | 阪急      | 11.0      | 大阪     | 17.0     |
| 4位  | 大阪      | 5.0       | 金星      | 7.5       | 金星      | 10.0      | 阪急      | 7.0       | 阪急      | 12.5      | 大阪      | 11.0      | 阪急     | 20.0     |
| 5位  | 阪急      | 6.0       | 中日      | 11.0      | 巨人      | 13.5      | 金星      | 7.5       | 大陽      | 14.0      | 大陽      | 13.0      | 急映     | 24.5     |
| 6位  | 巨人      | 6.0       | 巨人      | 11.5      | 急映      | 15.0      | 中日      | 11.5      | 中日      | 15.0      | 金星      | 15.0      | 大陽     | 25.5     |
| 7位  | 急映      | 7.0       | 急映      | 12.0      | 大陽      | 15.5      | 急映      | 13.5      | 金星      | 15.5      | 急映      | 20.0      | 金星     | 25.5     |
| 8位  | 金星      | 7.5       | 大陽      | 13.0      | 中日      | 17.5      | 大陽      | 14.0      | 急映      | 20.0      | 中日      | 23.5      | 中日     | 34.5     |

| 順位 | 球団             | 勝 | 敗 | 分 | 勝率 | 差   |
| ---- | ---------------- | -- | -- | -- | ---- | ---- |
| 優勝 | 南海ホークス     | 87 | 49 | 4  | .640 | -    |
| 2位  | 読売ジャイアンツ | 83 | 55 | 2  | .601 | 5.0  |
| 3位  | 大阪タイガース   | 70 | 66 | 4  | .515 | 17.0 |
| 4位  | 阪急ブレーブス   | 66 | 68 | 6  | .493 | 20.0 |
| 5位  | 急映フライヤーズ | 59 | 70 | 11 | .457 | 24.5 |
| 6位  | 大陽ロビンス     | 61 | 74 | 5  | .452 | 25.5 |
| 7位  | 金星スターズ     | 60 | 73 | 7  | .451 | 25.5 |
| 8位  | 中日ドラゴンズ   | 52 | 83 | 5  | .385 | 34.5 |

## できごと
- 6月10日 - 対中日戦（後楽園球場）、大下弘は宮下信明から2安打を放ち、試合は7対3で急映が勝つ。だが試合終了後、大下の使用したバットが規則違反の竹製である事が判明。
- 8月26日 - 6月10日の中日戦で竹製バットを使用した大下弘に、罰金1000円（当時）が徴収される。

## 表彰選手
| リーグ・リーダー |
| ---------------- |
| 受賞者なし       |

| ベストナイン |
| ------------ |
| 選出なし     |